# Lista över biskopar i Hólar
Det här är en lista över biskopar i Hólar under både romersk-katolsk och protestantisk tid. 1909 blev Hólar säte för en suffraganbiskop under Islands lutherska biskop; sedan 1990 efter förändrad lagstiftning en biträdande biskop.

## Romersk-katolska biskopar
- 1106–1121 Jón Ögmundsson
- 1122–1145 Ketill Þorsteinsson
- 1147–1162 Björn Gilsson
- 1163–1201 Brandr Sæmundarson
- 1203–1237 Guðmundr góði Arason
- 1238–1247 Botulfur (norsk)
- 1247–1260 Heinrekur Kársson (norsk)
- 1263–1264 Brand Jónsson
- 1267–1313 Jörundur Þorsteinsson
- 1313–1322 Auðunn rauði (norsk)
- 1324–1331 Lárentius Kálfsson
- 1332–1341 Egill Eyjolfsson
- 1342–1356 Ormr Ásláksson (norsk)
- 1358–1390 Jón skalli Eiríksson (norsk)
- 1391–1411 Pétur Nikulásson (dansk)
- 1411–1423 Jón Henriksson (svensk)
- 1425–1435 Jón Vilhjálmsson (engelsk)
- 1435–1440 Jón Bloxwich (engelsk)
- 1441–1441 Robert Wodbor (engelsk)
- 1442–1457 Gottskálk Keneksson (norsk)
- 1458–1495 Ólafur Rögnvaldsson (norsk)
- 1496–1520 Gottskálk grimmi Nikulásson (norsk)
- 1524–1550 Jón Arason

## Lutherska biskopar
- 1552–1569 Ólafur Hjaltason
- 1571–1627 Guðbrandur Þorláksson
- 1628–1656 Þorlákur Skúlason
- 1657–1684 Gísli Þorláksson
- 1684–1690 Jón Vigfússon
- 1692–1696 Einar Þorsteinsson
- 1697–1710 Björn Þorleifsson
- 1711–1739 Steinn Jónsson
- 1741–1745 Ludvig Harboe (dansk)
- 1746–1752 Halldór Brynjólfsson
- 1755–1779 Gísli Magnússon
- 1780–1781 Jón Teitsson
- 1784–1787 Árni Þórarinsson
- 1789–1798 Sigurður Stefánsson